# William Verstille

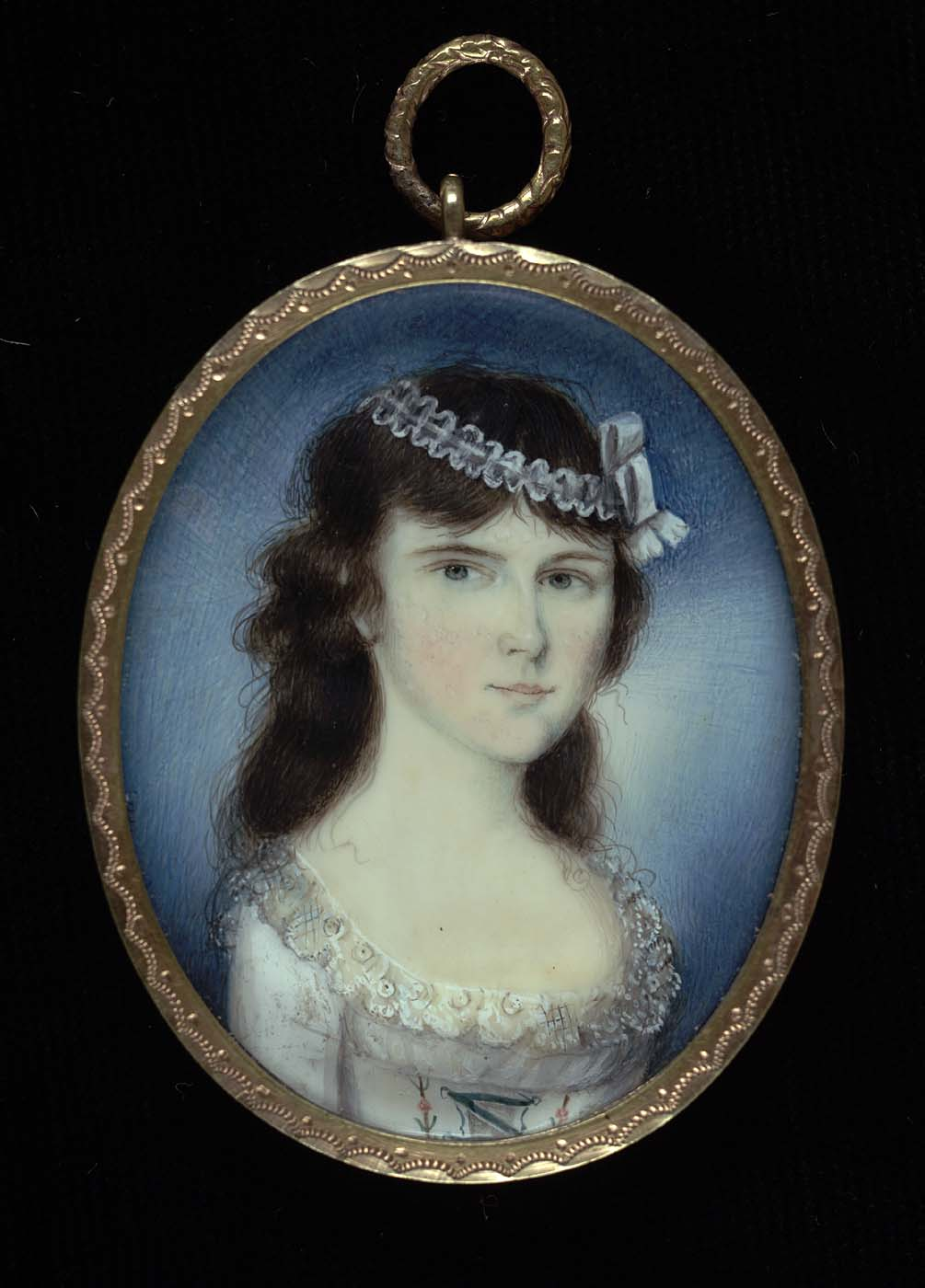
William Verstille: Portrait of a Young Lady (ca. 1790). Smithsonian American Art Museum

William Verstille (* 1757 in Boston, Massachusetts; † 1803 ebenda) war ein US-amerikanischer Maler und Miniaturmaler, spezialisiert auf Porträtminiaturen in Aquarell auf Elfenbein, tätig in Boston, Philadelphia und New York.

## Leben
William Verstille, Sohn eines Kaufmanns, zog im Jahr 1761 mit seiner Familie von Boston nach Wethersfield in Connecticut. Während seines Militärdienstes im Amerikanischen Unabhängigkeitskrieg malte er Miniaturen mehrerer Offiziere. Verstille arbeitete in Philadelphia (1782–1783) und in New York (1784 sowie 1787–1790). In dieser letzten Schaffensphase führte er ein Rechnungsbuch, in dem er Aufträge für Miniaturen, Haararbeiten, Traueraccessoires und Schmuck festhielt. Aus seinen Aufzeichnungen geht hervor, dass er eine Miniatur von Präsident George Washington malte und Schmuckstücke sowie Haararbeiten für Martha Washington anfertigte. In New York konkurrierte er mit John Ramage und entwickelte einen Mal- und Miniaturengehäusestil, der häufig mit dessen Werken verwechselt wurde. 1780 heiratete er Eliza Sheldon, mit der er sechs Kinder bekam.

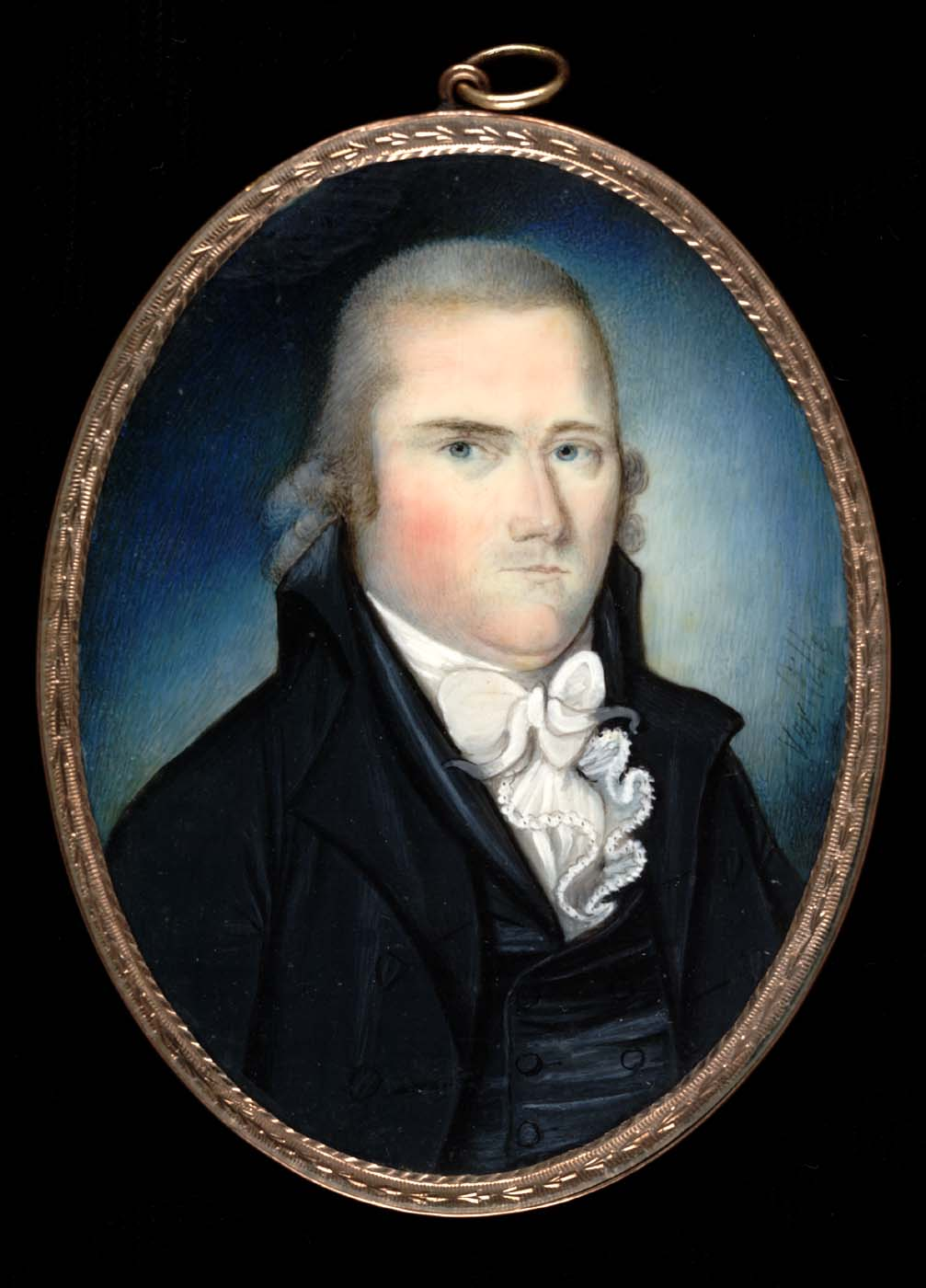
William Verstille: Captain Robert Lillibridge (ca. 1795). Smithsonian American Art Museum

In den 1780er- und 1790er-Jahren war Verstille in Boston ansässig, teils auf der Tremont Street, und stellte dort seine Arbeiten aus. Er bewarb seine Miniaturporträts lokal und durch Auslage bei Buchhändlern. Er starb laut einem Eintrag in der "Boston Gazette" vom 8. Dezember 1803 in Boston.

## Werk
William Verstille spezialisierte sich auf Aquarellminiaturen auf Elfenbein im Format von wenigen Zentimetern. Seine Darstellungen zeichnen sich durch eine feine Pinselführung mit dünnen Linien aus. Typisch sind schmale Augen, eine markante Nasenform, leicht gekrümmte Lippen sowie spitze Frisuren bei männlichen Motiven. In seinem Werk zeigt sich eine Nähe zu John Ramage, wobei Verstille dessen Technik adaptierte und verfeinerte.

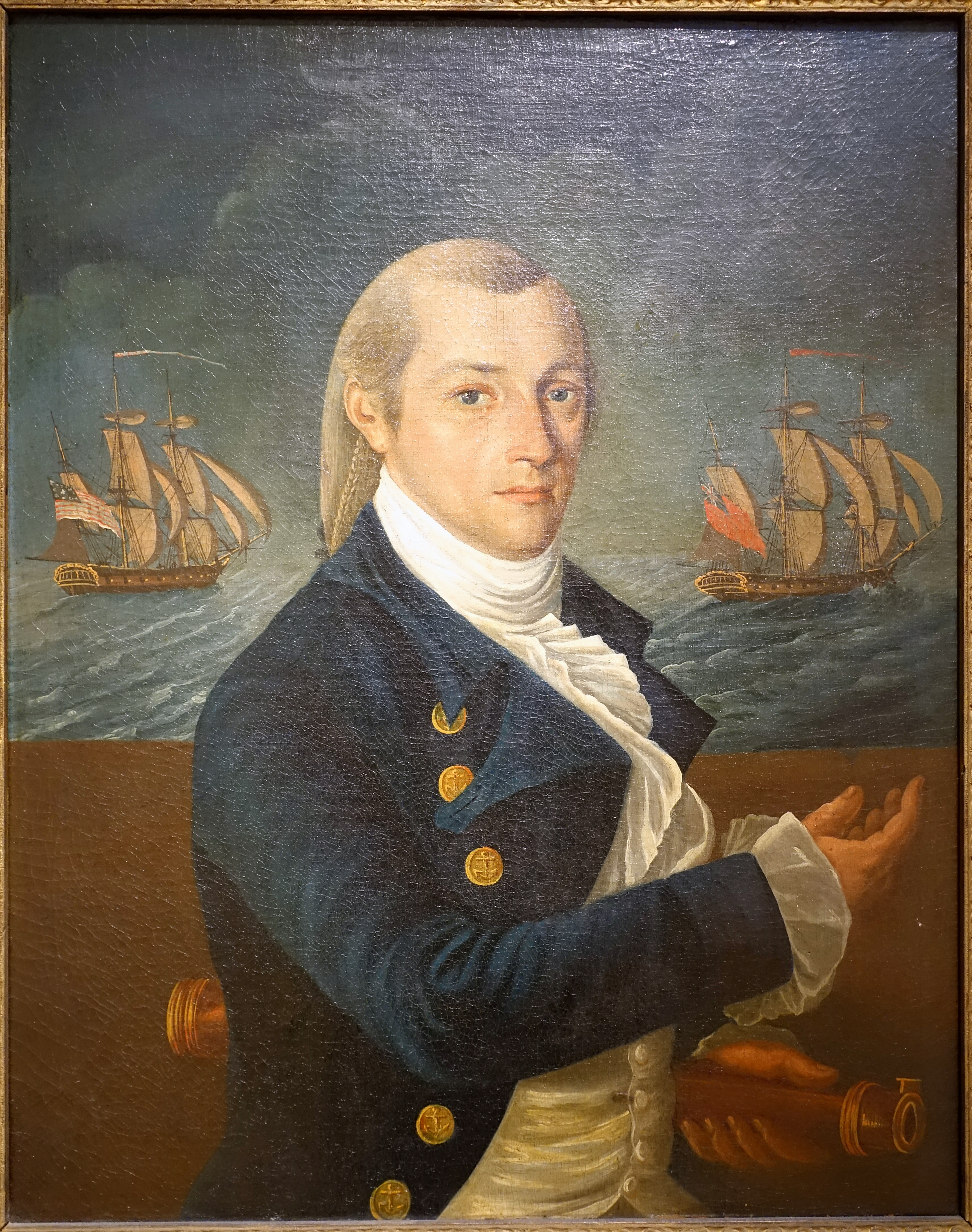
William Verstille: Captain John Carnes (ca. 1800). Peabody Essex Museum

Seine Miniaturen befinden sich heute in bedeutenden US-amerikanischen Sammlungen, darunter im Metropolitan Museum of Art in New York, im Museum of Fine Arts in Boston, in der Smithsonian Institution, in der Massachusetts Historical Society, in den Harvard Art Museums, in der New York Historical Society und im Philadelphia Museum of Art.